# L'Île des plaisirs interdits
Pour plus de détails, voir Fiche technique et Distribution.
L'Île des plaisirs interdits (A Ilha dos Prazeres Proibidos) est un thriller érotique brésilien réalisé par Carlos Reichenbach et sorti en 1979.

## Synopsis
Le film raconte l'histoire d'Ana Medeiros, une fausse journaliste qui a été engagée par un organe d'extrême droite pour éliminer deux penseurs considérés comme subversifs qui vivent sur une île. Sous prétexte de faire un reportage avec des personnes dont la tête est mise à prix, elle se dirige vers l'île paradisiaque, qui est une sorte de bastion de la libération sexuelle.

## Fiche technique
- Titre original brésilien : A Ilha dos Prazeres Proibidos[1]
- Titre français : L'Ile des plaisirs interdits ou L'Île des plaisirs défendus[2]
- Réalisation : Carlos Reichenbach
- Scénario : Carlos Reichenbach
- Photographie : Carlos Reichenbach
- Montage : Walter Wanni
- Musique : Roberto P. Galante
- Effets spéciaux : Marino Henrique
- Maquillage : Marino Henrique
- Production : Antonio Polo Galante
- Société de production : Produções Cinematográficas Galante, Ouro Filmes
- Pays de production :  Brésil
- Langue originale : portugais
- Format : Couleurs par Eastmancolor - 35 mm
- Genre : Thriller érotique
- Durée : 95 minutes
- Date de sortie : 
  - Brésil : 15 janvier 1979
  - France : 29 juillet 1981

## Distribution
- Neide Ribeiro : Ana Medeiros
- Roberto Miranda (pt) : Sérgio Lacerda
- Fernando Benini (pt) : Nilo Baleeiro
- Zilda Mayo (pt)
- Carlos Casan : William Solanas
- Meiry Vieira
- Teca Klauss
- Olindo Dias
- José Maia Neto
- Fátima Porto

## Production et accueil
Il s'agit du plus grand succès du réalisateur Carlos Reichenbach au box-office, avec 4 millions de spectateurs dans les salles. Le tournage du long métrage s'est déroulé en trois semaines seulement, dans les villes de São Paulo, Peruíbe, Itanhaém et Iguape.